# Iodophthalein
Iodophthalein (Tetraiodphenolphthalein, Nosophen) ist ein Arzneistoff. Er entsteht bei Einwirkung von Iod auf Phenolphthalein und bildet ein gelbweißes, geruch- und geschmackloses, in Wasser und Säuren unlösliches, in Ether und Chloroform lösliches Pulver, das bei 225 °C unter Zersetzung schmilzt.

## Geschichte
Es wurde früher wegen seiner Ungiftigkeit und starken antiseptischen Wirkung, meist als trockenes Pulver, zur Wundbehandlung, besonders bei ausgedehnten Verbrennungen, Geschwüren usw. verwendet und auch zur Behandlung bei Syphilis als geeignet erachtet. Das Dinatriumsalz des Iodophthaleins (Antinosin) ist  ein blaues, wasserlösliches Pulver und wurde ebenfalls als Wundmittel, aber auch zur Behandlung von Darmkatarrhen verwendet. Die Lösung zeigte sich wirksam gegenüber Milzbrand-, Diphtherie- und Eiterbakterien. Iodophthalein und Iodophthalein-Dinatriumsalz zählen zu den iodhaltigen Röntgenkontrastmitteln. Die Verbindung war eine der ersten, die in diesem Bereich verwendet wurden.